# Kaj Sandart
Kaj Sandart, född 11 februari 1915 i Helsingfors, död 1 augusti 2004, var en svensk advokat och specialist på immaterialrätt.
Sandart avlade juristexamen vid Stockholms Högskola 1943 samt Master of Law vid Michigan State University, Ann Arbor, 1951. Han öppnade egen advokatbyrå 1953. År 1954 blev han medlem av Advokatsamfundet. Ett av hans viktigare rättsfall var när han företrädde String Design för att mönsterskydda Stringhyllan. Högsta Domstolen dömde till String Designs fördel.
Han var bror till skådespelaren May Sandart. Kaj Sandart gifte sig 1953 med journalisten Anne-Marie Sarwe och fick två söner. En av sönerna utbildade sig till advokat och tog anställning vid faderns advokatbyrå, sedermera advokatfirman Sandart & partners.